# Delcambre
Delcambre es un pueblo ubicado en la parroquia de Vermilion en el estado estadounidense de Luisiana. En el Censo de 2010 tenía una población de 1866 habitantes y una densidad poblacional de 619,49 personas por km².

## Geografía
Delcambre se encuentra ubicado en las coordenadas 29°57′5″N 91°59′30″O / 29.95139, -91.99167. Según la Oficina del Censo de los Estados Unidos, Delcambre tiene una superficie total de 3.01 km², de la cual 3.01 km² corresponden a tierra firme y (0%) 0 km² es agua.

## Demografía
Según el censo de 2010, había 1866 personas residiendo en Delcambre. La densidad de población era de 619,49 hab./km². De los 1866 habitantes, Delcambre estaba compuesto por el 80.01% blancos, el 14.95% eran afroamericanos, el 0.59% eran amerindios, el 0.8% eran asiáticos, el 0% eran isleños del Pacífico, el 2.3% eran de otras razas y el 1.34% pertenecían a dos o más razas. Del total de la población el 4.66% eran hispanos o latinos de cualquier raza.